# Blaiksjön
Blaiksjön är en sjö i Sorsele kommun i Lappland som ingår i Umeälvens huvudavrinningsområde. Sjön har en area på 5,17 kvadratkilometer och ligger 620,2 meter över havet. Sjön är dämd med elva meter och har tidigare fungerat som vattenmagasin åt Juktans kraftstation. Den avvattnas av vattendraget Blaiksjöbäcken som rinner ut i Juktån.

## Delavrinningsområde
Blaiksjön ingår i delavrinningsområde (724507-156527) som SMHI kallar för Utloppet av Blaiksjön. Medelhöjden är 647 meter över havet och ytan är 13,82 kvadratkilometer. Det finns inga avrinningsområden uppströms utan avrinningsområdet är högsta punkten. Blaiksjöbäcken som avvattnar avrinningsområdet har biflödesordning 3, vilket innebär att vattnet flödar genom totalt 3 vattendrag innan det når havet efter 284 kilometer. Bäcken mynnar i Juktån strax nedanför Storjuktan. Avrinningsområdet består mestadels av skog (53 procent). Avrinningsområdet har 5,18 kvadratkilometer vattenytor vilket ger det en sjöprocent på 37,5 procent.

## Blaiksjön som vattenmagasin
Sommaren 1973 påbörjades bygget av Juktans kraftstation som kom att bli Sveriges största pumpkraftverk. Det togs i drift 1978. I samband med detta reglerades Blaiksjön mellan 616 och 627 meter över havet. Dit pumpades vatten från det större magasinet i sjön Storjuktan under nätter och helger, när behovet av elström var litet, för att senare tappas från sjön för produktion av elkraft. Vattnet leddes då via maskinstationen till Storuman genom en avloppstunnel med en fallhöjd på 275 meter. För pumpning och elkraftgenerering användes en reversibel pumpturbin direktkopplad till en kombinerad generator och motor. Pumpkraftstationen var ovanlig genom att den utnyttjade tre olika vattenmagasin.

### Magasinet tas ur bruk
Efter avregleringen av elmarknaden ansågs det inte längre lönsamt att driva kraftverket som pumpkraftverk. År 1996 konverterades Juktan därför till ett vanligt kraftverk. Man sprängde då upp en ny tilloppstub för vattet från Storjuktan. Vattnet rinner då från Storjuktan via turbinen och ut i Storuman med en fallhöjd på 85 meter. Blaiksjön används därför inte längre som vattenmagasin. År 2011 föreslogs dock i en riksdagsmotion att Juktans kraftverk skulle återställas till pumpkraftverk och Blaikenmagasinet åter tas i bruk.